# Championnat d'Afrique des nations junior féminin de handball 1986
Navigation
Nigeria 1984 Tunisie 1988
La 4e édition du championnat d'Afrique des nations junior féminin de handball a réuni 7 pays à Alger (salle Harcha Hassen) en Algérie du 19 au 26 décembre 1986,,,.

## Phase de groupes

### Groupe A
- 19 décembre 1986 à 15h30 :  Algérie et  Tunisie 13 - 13 (mi-temps 8-5) ;
- 21 décembre 1986 à 14h00 :  RP Congo bat  Tunisie 27 à 15 ;
- 22 décembre 1986 à 17h00 :  RP Congo bat  Algérie 14 à 13.

|   | Équipe   | Pts | J | G | N | P | Bp | Bc | Diff |
| - | -------- | --- | - | - | - | - | -- | -- | ---- |
| 1 | RP Congo | 4   | 2 | 2 | 0 | 0 | 41 | 28 | 13   |
| 2 | Algérie  | 1   | 2 | 0 | 1 | 1 | 26 | 27 | -1   |
| 3 | Tunisie  | 1   | 2 | 0 | 1 | 1 | 28 | 40 | -12  |

### Groupe B
- 20 décembre 1986 à 15h00 :  Nigeria bat  Côte d'Ivoire 24 à 12 ;
- 21 décembre 1986 à 17h00 :  Angola bat  Côte d'Ivoire 18 à 17 ;
- 22 décembre 1986 à 14h00 :  Angola bat  Nigeria 18 à 17.

|   | Équipe        | Pts | J | G | N | P | Bp | Bc | Diff |
| - | ------------- | --- | - | - | - | - | -- | -- | ---- |
| 1 | Angola        | 4   | 2 | 2 | 0 | 0 | 36 | 34 | 2    |
| 2 | Nigeria       | 2   | 2 | 1 | 0 | 1 | 41 | 30 | 11   |
| 3 | Côte d'Ivoire | 0   | 2 | 0 | 0 | 2 | 29 | 42 | -13  |

## Phase finale
Les résultats de la phase finale sont,,, : 
|  | Demi-finales                | Demi-finales                |                        |    | Finale                      | Finale                      |
|  | Demi-finales                | Demi-finales                |                        |    | Finale                      | Finale                      |
|  |                             |                             |                        |    |                             |                             |
|  | mercredi 24 décembre, 15h00 | mercredi 24 décembre, 15h00 |                        |    | vendredi 26 décembre, 14h00 | vendredi 26 décembre, 14h00 |
|  | mercredi 24 décembre, 15h00 | mercredi 24 décembre, 15h00 |                        |    | vendredi 26 décembre, 14h00 | vendredi 26 décembre, 14h00 |
|  | Angola                      | 15                          |                        |    | vendredi 26 décembre, 14h00 | vendredi 26 décembre, 14h00 |
|  | Angola                      | 15                          |                        |    | vendredi 26 décembre, 14h00 | vendredi 26 décembre, 14h00 |
|  | Algérie                     | 16                          |                        |    | vendredi 26 décembre, 14h00 | vendredi 26 décembre, 14h00 |
|  | Algérie                     | 16                          | Nigeria                | 12 |                             |                             |
|  | mercredi 24 décembre, 16h30 |                             | Nigeria                | 12 |                             |                             |
|  |                             | Algérie                     | 4                      |    |                             |                             |
|  | Nigeria                     | Algérie                     | 4                      | 26 |                             |                             |
|  | Nigeria                     |                             |                        | 26 |                             |                             |
|  | RP Congo                    | 19                          |                        |    |                             |                             |
|  | RP Congo                    | 19                          | Match pour la 3e place |    |                             |                             |
|  |                             |                             |                        |    |                             |                             |
|  | jeudi 25 décembre, 18h00    |                             |                        |    |                             |                             |
|  |                             |                             |                        |    |                             |                             |
|  | Angola                      | 19                          |                        |    |                             |                             |
|  | Angola                      | 19                          |                        |    |                             |                             |
|  | RP Congo                    | 23                          |                        |    |                             |                             |
|  | RP Congo                    | 23                          |                        |    |                             |                             |

### Demi-finales
Dans la première demi-finale, l'Algérie a battu l'Angola 16 à 15 :
| 24 décembre 1986 15h00 | Algérie      | 16 – 15 | Angola | Salle Harcha Hassen, Alger Affluence : 6 000 Arbitrage : Adai Jean Bosco, Atikoura Édouard |
| 24 décembre 1986 15h00 | Bouderbala 8 | (9 – 8) | Joa 6  | Salle Harcha Hassen, Alger Affluence : 6 000 Arbitrage : Adai Jean Bosco, Atikoura Édouard |
| 24 décembre 1986 15h00 | ×2 ×6        |         | ×1 ×5  | Salle Harcha Hassen, Alger Affluence : 6 000 Arbitrage : Adai Jean Bosco, Atikoura Édouard |

| Algérie - Foudad (GB), Bensegheir (GB), Slimani (2 buts), Dindah (1 but, ), Aouka (2 buts, ), Ahdjoudj (), Messis, Kouta (3 buts, ), Merani, Makhloufi (), Bouderbala (8 buts), Belkacemi (). - Sélectionneuse : Soraya Moussaoui. | Angola - Conceição (GB), Abia Rodrigues (), Elisa Webba (2 buts, ), Silva (2 buts), Santa Afonso (), Antonita Campos (), Branco (1 but), Iliveire Chipenda (1 but, ), Cizerra (2 buts), Lydia Joa (6 buts), Pereira, Carvalino (1 but), Saracar Falmo (). - Sélectionneur : Noberto Baptista. |

| 24 décembre 1986 16h30 | Nigeria  | 26 – 19 | RP Congo | Salle Harcha Hassen, Alger |
| 24 décembre 1986 16h30 | (10 – 8) |         |          | Salle Harcha Hassen, Alger |

### Match pour la5eplace
| 25 décembre 1986 15h00 | Côte d'Ivoire | 12 – 11 | Tunisie |  |
| 25 décembre 1986 15h00 | (4 – 4)       |         |         |  |

### Match pour la3eplace
| jeudi 25 décembre 1986 18h00 | RP Congo | 23 – 19 | Angola | Salle Harcha Hassen, Alger |
| jeudi 25 décembre 1986 18h00 | (13 – 7) |         |        | Salle Harcha Hassen, Alger |

### Finale
| 26 décembre 1986 14h00 | Algérie      | 4 – 12  | Nigeria | Salle Harcha Hassen, Alger Affluence : 6 000 Arbitrage : Adai Jean Bosco, Atikoura Édouard |
| 26 décembre 1986 14h00 | Bouderbala 2 | (1 – 5) | Ani 4   | Salle Harcha Hassen, Alger Affluence : 6 000 Arbitrage : Adai Jean Bosco, Atikoura Édouard |
| 26 décembre 1986 14h00 | ×2           |         | ×1      | Salle Harcha Hassen, Alger Affluence : 6 000 Arbitrage : Adai Jean Bosco, Atikoura Édouard |

| Algérie - Foudad, Bensegheir, Habiba Dindah (), Aouka (), Messis, Ahdjoudj (1 but), Bouderbala (2 buts), Aïcha Kouta (1 but, ), Slimani, Makhloufi, Goumeida, Merani. - Sélectionneuse : Soraya Moussaoui. | Nigeria - Nwowy, Nonga, Yamala, Nkichi Ani (4 buts, ), Aoegwu (2 buts), Anujue, Adirika (1 but), Adoemanam (3 buts), Nwachukwu, Anyiam (1 but), Ogundele, Yusuf (1 but), Stella Anjoyi (). - Sélectionneur : Patrick Atusu. |

## Bilan

### Classement final
Le classement final est :
|                             | Équipe        | Pts | J | G | N | P | Bp | Bc | Diff |
| --------------------------- | ------------- | --- | - | - | - | - | -- | -- | ---- |
| Médaille d'or, Afrique      | Nigeria       | 6   | 4 | 3 | 0 | 1 | 79 | 53 | 26   |
| Médaille d'argent, Afrique  | Algérie       | 3   | 4 | 1 | 1 | 2 | 46 | 54 | -8   |
| Médaille de bronze, Afrique | RP Congo      | 6   | 4 | 3 | 0 | 1 | 83 | 73 | 10   |
| 4                           | Angola        | 4   | 4 | 2 | 0 | 2 | 70 | 73 | -3   |
| 5                           | Côte d'Ivoire | 2   | 3 | 1 | 0 | 2 | 41 | 53 | -12  |
| 6                           | Tunisie       | 1   | 3 | 0 | 1 | 2 | 39 | 52 | -13  |

### Statistiques des matchs
- Match le plus prolifique : Nigeria-Congo (26-19) en demi-finale (45 buts)
- Match le moins prolifique : Algérie-Nigeria (4-12) en finale (16 buts)
- Meilleure attaque : Congo (20,75 buts par match)
- Meilleure défense : Nigeria (13,25 buts par match)
- Nombre de buts marqués : 358 soit 32,54 buts par matchs

### Statistiques et récompenses
Les statistiques et récompenses sont :
- Meilleure joueuse : Lilokou (RP Congo)
- Meilleure buteuse : Ani Nkechi (Nigeria)
- Meilleure gardienne de but : Isabel Conceição (Angola)
- Prix du fair-play : Algérie
- Plus jeune joueuse : Samia Saidji (Algérie), née le 26 janvier 1972 (14 ans)

## Effectifs
L'effectif de l'Algérie était :
- Assia Foudad (MA Hussein Dey, Gardienne de but, née le 11 novembre 1969)
- Samia Saidji (née le 26 janvier 1972)
- Samia Benseghir (ERC Alger, Gardienne de but, née le 29 septembre 1969)
- Nadra Aouka (ERC Alger, née le 14 février 1969)
- Ouarida Goumeida (ERC Alger, née le  25 septembre 1969)
- Aïcha Kouta (ERC Alger née le 18 mai 1969)
- Nadia Benzine (MA Hussein Dey, née le 27 mi 1971)
- Lynda Cherik (MA Hussein Dey, née le 20 novembre 1969)
- Safia Mekhloufi (ERC Alger, née le 26 juin 1970)
- Djamila Slimani (MA Hussein Dey, née le 26 mai 1971)
- Sabrina Messis (MA Hussein Dey, née le 6 juin 1971)
- Habiba Dindah (MP Alger, née le  3 septembre 1967)
- Hafidha Mebani (MP Alger, née en 1967)
- Si Ameur (née en 1969)
- Karima Bouderbala (IR Mécanique Aïn Taya, née le 2 juillet 1969)
- Karima Belkacemi (IR Mécanique Aïn Taya, née en 1968)
- Soraya Ahjoudj (IR Mécanique Aïn Taya, née le 9 mai 1968)
- Kerraz Zineb (Nadit Alger, née en 1967).

Entraîneuse
- Soraya Moussaoui (née le 17 mars 1960).